# Shalom aleikhem
Shalom aleikhem o Shalom aleichem (in ebraico שלום עליכם‎?) è un tipico saluto ebraico. Il significato è "che la pace sia su di voi". Essa è molto prossima al suo equivalente arabo "as-salāmu ʿalaykum", che presenta lo stesso significato letterale (la pace sia con voi). Ciò è spiegabile con la parentela linguistica che unisce le due lingue semitiche, ebraico e arabo.

## Canzone del venerdì sera
Dopo l'entrata dello Shabbat è uso recitare un canto composto nel XVII secolo da cabbalisti di Tzfat.
Testo in ebraico
שָׁלוֹם עֲלֵיכֶם מַלְאֲכֵי הַשָּׁרֵת מַלְאֲכֵי עֶלְיוֹן
מִמֶּלֶךְ מַלְכֵי הַמְּלָכִים הַקָּדוֹשׁ בָּרוּךְ הוּא
בּוֹאֲכֶם לְשָׁלוֹם מַלְאֲכֵי הַשָּׁרֵת מַלְאֲכֵי עֶלְיוֹן
מִמֶּלֶךְ מַלְכֵי הַמְּלָכִים הַקָּדוֹשׁ בָּרוּךְ הוּא
בָּרְכוּנִי לְשָׁלוֹם מַלְאֲכֵי הַשָּׁרֵת מַלְאָכִי עֶלְיוֹן
מִמֶּלֶךְ מַלְכֵי הַמְּלָכִים הַקָּדוֹשׁ בָּרוּךְ הוּא
צֵאתְכֶם לְשָׁלוֹם מַלְאֲכֵי הַשָּׁרֵת מַלְאָכִי עֶלְיוֹן
מִמֶּלֶךְ מַלְכֵי הַמְּלָכִים הַקָּדוֹשׁ בָּרוּךְ הוּא
Traslitterazione
Shalom aleichem malachei hashareit malachei elyon,
mi-melech malchei ha-melachim haQadosh BarukhHu.
Bo'achem le-shalom malachei hashalom malachei elyon,
mi-melech malchei ha-melachim haQadosh BarukhHu.
Barchuni le-shalom malachei hashalom malachei elyon,
mi-melech malchei ha-melachim haQadosh BarukhHu.
Tzeit'chem le-shalom malachei hashalom malachei elyon,
mi-melech malchei ha-melachim haQadosh BarukhHu.
Traduzione dall'ebraico:
Pace a voi, angeli "ministri", angeli dell'Altissimo,
del Supremo Re dei re, il Santo, Benedetto Egli sia.
Venite in pace, angeli di pace, angeli dell'Altissimo,
del Supremo Re dei re, il Santo, Benedetto Egli sia.
Beneditemi con la pace, angeli di pace, angeli dell'Altissimo,
del Supremo Re dei re, il Santo, Benedetto Egli sia.
Andate in pace, angeli di pace, angeli dell'Altissimo,
del Supremo Re dei re, il Santo, Benedetto Egli sia.